# Koleje Malopolskie
Koleje Małopolskie sp. z o.o. (Malopolské dráhy) je regionální železniční dopravce v Malopolském vojvodství v Polsku. Společnost byla založena v roce 2013 a je vlastněna Malopolským vojvodstvím, aby zajišťovala místní osobní dopravu. Provoz zahájila rovněž v roce 2013. Železnice byla založena za účelem snížení přetížení na trati Kraków-Wieliczka a skutečně zkrátila dobu jízdy na této trati na 21 minut.[zdroj?] 22. září 2015 přepravila společnost miliontého cestujícího, 10. srpna 2017 desetimiliontého a 27. března 2019 činil počet přepravených osob 20 milionů. V roce 2015 byla otevřena trasa z Krakova do Miechówa, později přibyly i spoje do Jasła či Tarnówa.